# Anda (Bohol)
Anda (Bayan ng Anda) är en kommun i Filippinerna. Kommunen tillhör provinsen Bohol och ligger på ön med samma namn. Folkmängden uppgår till 17 863 invånare.

## Bildgalleri

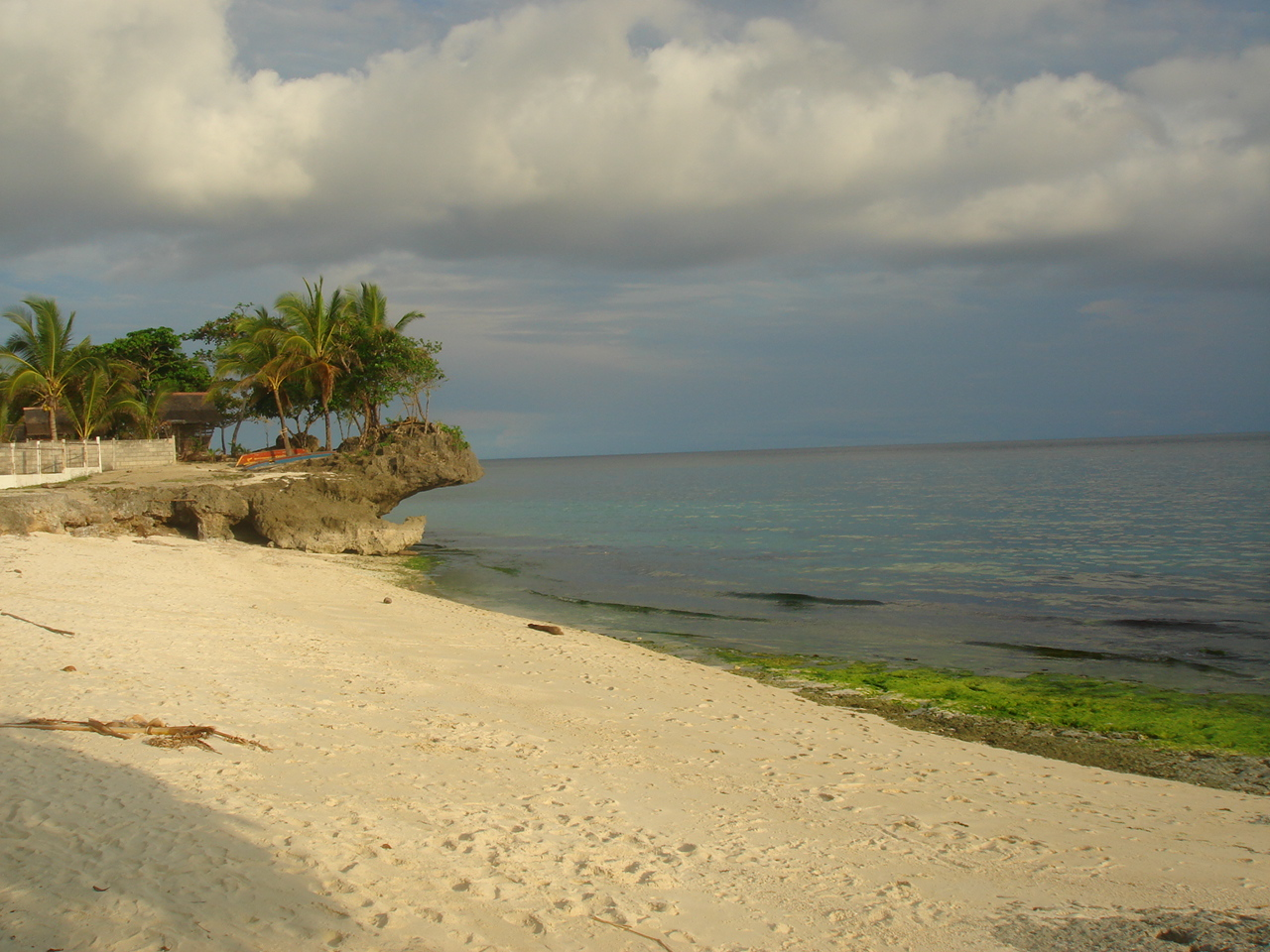

## Barangayer
Anda är indelat i 16 barangayer.
| - Almaria - Bacong - Badiang - Buenasuerte - Candabong - Casica - Katipunan - Linawan | - Lundag - Poblacion - Santa Cruz - Suba - Talisay - Tanod - Tawid - Virgen |